# 小江 (南盘江)
小江，位于中国云南省东部，是西江南盘江段左岸支流，上游称师宗河，发源于师宗县彩云镇东部，西南流入泸西县后又称西大河（古称泸川），经泸西县城中枢镇西和永宁乡东，至冒烟洞转向东，至泸西县三塘乡布德隆下寨以南入南盘江。全长76公里，落差1051米，流域面积857平方公里。流域地处滇东南部岩溶湖盆区，碳酸盐岩分布广泛，区域内多溶洞伏流。云南著名的地下溶洞群阿庐古洞即位于小江中游。